# Jaime Salazar Silva
Jaime Salazar Silva es un político mexicano miembro del Partido Acción Nacional y actual Coordinador General de Administración de la PROFECO, nombrado por Antonio Morales de la Peña. Estudió Medicina Veterinaria y Zootecnia por el Centro de Estudios Universitarios de la Universidad de Colima y además cuenta con estudios de Derecho y estudios de maestría en Ciencias Políticas y Administración Pública por la Universidad de Colima. Ha cursado diversos diplomados y seminarios en la Universidad de Colima. Se ha desempeñado como director de Recursos Materiales y Servicios Generales del Sistema Nacional para el Desarrollo Integral de la Familia y fue diputado federal en la LVIII Legislatura, Oficial Mayor de en la LII Legislatura de Colima y diputado local en la LI Legislatura de Colima. Por la Universidad de Guadalajara tiene cursos de Justicia Constitucional y Evaluación y Retos de Movimientos Sociales y Seguridad en México.